# Centro de Arte Walker
El Centro de Arte Walker es un centro multidisciplinario de arte contemporáneo en el vecindario Lowry Hill de la ciudad de Minneapolis, en el estado de Minnesota (Estados Unidos). El Walker es uno de los museos de arte moderno y contemporáneo más visitados de los Estados Unidos y, junto con el adyacente Minneapolis Sculpture Garden y el Cowles Conservatory, tiene una asistencia anual de alrededor de 700.000 visitantes. La colección permanente del museo incluye más de 13 000 piezas de arte moderno y contemporáneo que incluyen libros, vestimenta, dibujos, obras audiovisuales, pinturas, fotografías, grabados y esculturas.
El Centro de Arte Walker comenzó en 1879 como una galería de arte personal en la casa del barón de la madera Thomas Barlow Walker, abierta al público al oeste del Mississippi en su residencia en Hennepin Avenue en el centro de Minneapolis. Walker estableció formalmente su colección como Walker Art Gallery en 1927. Con el apoyo del Proyecto de Arte Federal de la Works Progress Administration, la Walker Art Gallery se convirtió en Centro de Arte Walker en enero de 1940. El Walker celebró su 75 aniversario como centro de arte público en 2015
El nuevo edificio del Centro, diseñado por Edward Larrabee Barnes e inaugurado en mayo de 1971, experimentó una gran expansión en 2005. La adición de los arquitectos suizos Herzog & de Meuron incluyó un espacio adicional para la galería, un teatro, un restaurante, una tienda y un espacio para eventos especiales.

## Programas

### Artes visuales
El programa de artes visuales ha sido parte del Centro de Arte Walker desde su fundación. El programa incluye un ciclo continuo de exposiciones en las galerías, así como una colección permanente de obras adquiridas, donadas y encargadas. Desde la década de 1960, el programa de Artes Visuales ha encargado trabajos de artistas para exhibir y realizó residencias para artistas como Robert Irwin, Glenn Ligon, Barry McGee, Catherine Opie, Lorna Simpson y Nari Ward.
La colección del Centro representa obras de arte moderno y contemporáneo, especialmente enfocadas después de 1960. Las posesiones de Walker incluyen más de 13 000 piezas individuales que incluyen libros, vestimenta, dibujos, obras audiovisuales, pinturas, fotografías, grabados y esculturas. En 2015, Walker celebró el 75 aniversario de su fundación como centro de arte público con una exposición de un año de duración, Art at the Center: 75 Years of Walker Collections. Algunos aspectos destacados de la colección incluyen:
- Chuck Close, Big Self-Portrait (gran autorretrato)[11] Se adquirió en 1968.
- Franz Marc, Die grossen blauen Pferde (Los grandes caballos azules) Fue adquirido en 1942.
- Edward Hopper, Office at Night (Oficina de noche) Se adquiere en 1948.
- Yves Klein, Suaire de Mondo Cane (Sudario de Mondo Cane) [12]
- Goshka Macuga, Lost Forty[13]
- Georgia O'Keeffe, Lake George Barns (1926). Se adquirió en 1954.
- Andy Warhol, 16 Jackies[14] Adquirido en 1967.
- Charles Ray, Escultura sin pintar (1997). Adquirida en 1998.

### Artes escénicas
El arte escénico en vivo es una parte importante de la programación del Centro de Arte Walker y se considera un líder en la exhibición del medio. En 1940, el Walker comenzó a presentar danzas locales, poesía y conciertos, organizados principalmente por voluntarios. Para 1963, este grupo se había convertido en Center Opera, el programa de artes escénicas de Walker enfocado en exhibir nuevas obras que enfatizaran el diseño visual. En 1970, Center Opera se separó de Walker y se convirtió en Minnesota Opera. El mismo año, Artes escénicas fue designado oficialmente como un departamento del Centro de Arte Walker.
Desde la década de 1960, Artes escénicas realizó 265 obras de teatro. Además, el departamento programa una temporada de 25 espectáculos cada año que incluye actuaciones que van desde artes escénicas, teatro, danza, palabra hablada y música. Es uno de los programas de artes escénicas más grandes de su tipo que se encuentra en un museo estadounidense. Varios artistas tienen una larga trayectoria trabajando y actuando en Walker, sobre todo los coreógrafos Bill T. Jones, Meredith Monk y Merce Cunningham, para quienes Walker organizó la retrospectiva Life Performs Art en 1998. Como asociado desde hace mucho tiempo de la Compañía de Danza de Merce Cunningham, el Centro pudo adquirir 150 objetos de arte fundamentales para la historia de la compañía de la Fundación Cunningham en 2011. El acuerdo incluyó esculturas, decorados, vestuario y otras obras de artistas como Robert Rauschenberg y Jasper Johns.

### Imagen en movimiento
Los programas de películas y videos del Centro de Arte Walker presentan obras históricas y contemporáneas. En la década de 1940, Walker identificó las imágenes en movimiento (principalmente películas, pero también películas experimentales) como parte integral de la vida contemporánea. Los artistas de esa época estaban experimentando con las propiedades formales del cine, como la luz, el movimiento y el sonido, al mismo tiempo que separaban el arte cinematográfico del cine narrativo convencional.
En 1973, se formó oficialmente el Departamento de Cine / Video y se estableció la Colección de Estudios de Cine y Video de Edmond R. Ruben, junto con una donación para financiar el desarrollo del archivo. Ruben, una figura destacada en la exhibición de películas en el Upper Midwest, y su esposa Evelyn creían en coleccionar películas como una forma de preservar la forma de arte. Conmás de ochocientos cincuenta títulos, la Colección Ruben reúne cine clásico y contemporáneo, así como documentales, películas de vanguardia y obras de video de artistas. Contiene obras de artistas visuales que van desde Salvador Dalí, Marcel Duchamp y Fernand Léger hasta una extensa obra contemporánea de William Klein, Derek Jarman, Bruce Conner, Marcel Broodthaers, Matthew Barney, Nam June Paik, Wolf Vostell y artistas experimentales como Paul Sharits y Stan Brakhage.
En 1990 comenzó Regis Duialogues, una serie de retrospectivas de películas y entrevistas con destacados cineastas y actores, comienza con Clint Eastwood y James Ivory
Desde 2012 organiza el primer Festival de videos de gatos en Internet

### Diseño
El Centro  mantiene un departamento profesional de diseño interno y editorial para satisfacer sus diversas necesidades de comunicación. El departamento es responsable del diseño y edición de todos los materiales impresos, incluida la creación y planificación de publicaciones como catálogos de exposiciones, revistas bimensuales y libros, así como gráfica de exposiciones y eventos, programas de señalización y campañas promocionales.
Además, el departamento organiza proyectos y programas relacionados con el diseño, como conferencias, exposiciones y comisiones especiales. A lo largo de sus más de 60 años de historia, el departamento organizó muchas exposiciones importantes sobre arquitectura y diseño, y ha servido como un foro vital para problemas de diseño contemporáneo, trayendo a cientos de arquitectos, diseñadores y críticos de renombre mundial al Twin Cities (Ciudades gemelas) a través de programas como el ciclo de conferencias de diseño Insights, que celebró su trigésimo año en 2016. Durante la década de 1940, Walker construyó dos "casas de ideas" que exhibían lo último en materiales de construcción, mobiliario y tendencias de diseño arquitectónico.
Desde finales de la década de 1960 hasta principios de la década de 1990, la curadora de diseño del museo, Mildred Friedman, ayudó a concebir y organizar exposiciones sobre, entre otros temas, el movimiento de vanguardia holandés De Stijl, el proceso de diseño en la empresa de muebles modernista Herman Miller, la historia de diseño gráfico y artes, artesanías y cultura japonesas tradicionales y contemporáneas. Durante más de 30 años, Walker también ha ofrecido la beca Mildred S. Friedman Design Fellowship, un programa de un año para jóvenes diseñadores.

### Medios digitales
El grupo Walker's New Media Initiatives (rebautizado Digital Media en 2017) supervisa mnartists.org, una base de datos en línea de artistas y organizaciones de Minnesota que proporciona un lugar de reunión digital para la comunidad artística local. Mediante una asociación con el Instituto de Arte de Minneapolis, Walker administra ArtsConnectEd, un recurso en línea para educadores de arte que se basa en los recursos de la colección permanente de ambas instituciones.
En 1998, el Centro adquirió äda'web, uno de los primeros sitios web de net art comisariado por Benjamin Weil y diseñado por Vivian Selbo. El primer proyecto oficial de äda'web se puso en marcha en mayo de 1995, aunque había estado activo informalmente desde febrero del mismo año.
En 2011, el sitio web de Walker se relanzó como un sitio web de estilo de noticias que presenta ensayos, entrevistas y videos tanto del personal de Walker como de escritores invitados, así como enlaces de noticias seleccionados sobre el arte y la cultura global. El relanzamiento fue recibido con críticas positivas en todo el mundo del arte.

### Programas educativos y públicos
El aprendizaje se enfatiza como una experiencia central en Walker a través de una combinación de programas educativos, esfuerzos de construcción de la comunidad y proyectos interpretativos. El departamento lleva a cabo programas comunitarios, familiares, interpretativos, públicos, escolares, para adolescentes y de giras, así como mnartists.org. Cada división ofrece programas y actividades en artes visuales, artes escénicas, cine / video, nuevos medios, diseño y arquitectura. Para informar estas iniciativas, el personal trabaja con los curadores del Centro y socios de organizaciones locales, artistas, escuelas y grupos comunitarios. Los grupos asesores como el Walker Art Center Teen Arts Council, el Tour Guide Council y el Parent Advisory Group también se implementan en el departamento para que Walker construya más y mejores relaciones con público.

### Publicación
La larga trayectoria editorial de Walker incluye la producción de catálogos de exposiciones, libros y publicaciones periódicas, así como la publicación digital. De 1946 a 1954 publicó el Everyday Art Quarterly; en 1954, la publicación cambió su nombre a Design Quarterly y "cambió su énfasis de consumir diseño a comprender el impacto del diseño en la sociedad y sus procesos y métodos de práctica e investigación". Pionero en el ámbito de las publicaciones el Centro es quien comenzó a publicar la primera revista de diseño de un museo de EE. UU. Fue descontinuado en 1993. El estudio de diseño interno de Walker creó innumerables catálogos de exposiciones dedicados al arte de Marcel Broodthaers, Trisha Brown, Huang Yong Ping, Kiki Smith, Kara Walker, Andy Warhol y Krzysztof Wodiczko, entre muchos otros, así como libros sobre diseño, arquitectura, práctica social y otros temas del arte contemporáneo. En 2011, Walker rediseñó su página de inicio como un "centro de ideas", un formato de revista de noticias que presenta entrevistas originales, videos, ensayos comisionados, escritos académicos y enlaces de noticias. La página de inicio de publicación fue aclamada como un "cambio de juego, el sitio web que todo museo de arte deberá considerar a partir de este momento" ( Tyler Green, Modern Art Notes) y "un modelo para otras instituciones de todo tipo "( Alexis Madrigal, The Atlantic). El sitio ganó los premios Best of the Web en la conferencia Museums and the Web de 2012, incluidos "Mejor sitio en general" y "Mejor sitio innovador / experimental". También ganó un premio MUSE de oro por "Presencia, medios y tecnología en línea" de la Alianza Estadounidense de Museos. En 2017, se rediseñó la página de inicio y la publicación digital del Centro se renombró bajo el título Walker Reader, una página de inicio de revista que agrega contenido original de las cinco ejes del Centro de Arte Walker.

## Instalaciones

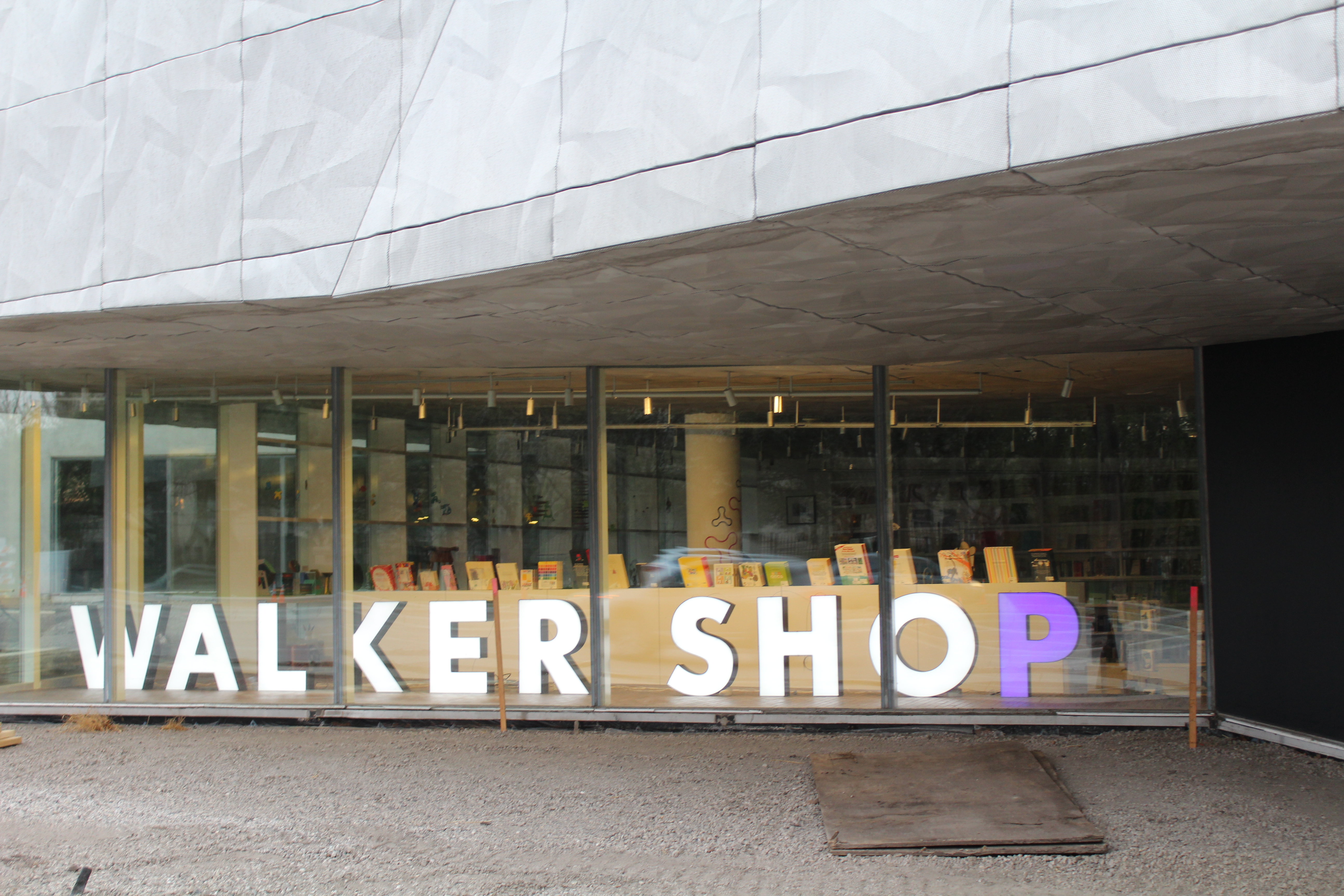
Walker Shop memoriam para Prince en el primer aniversario de su muerte

Ubicado en un campus urbano de 17 acres, el edificio de 8 pisos y 260 000 pies cuadrados del Centro de Arte Walker abarca 10 galerías de arte junto con un cine, teatro, tienda, restaurante y cafetería, además de otros espacios para eventos especiales y salas de conferencias.
El edificio original fue diseñado por el arquitecto neoyorquino Edward Larrabee Barnes y se inauguró en mayo de 1971. Barnes diseñó el edificio con el estilo minimalista de la época con un exterior de ladrillo modular sencillo y amplios espacios en blanco en el interior. La estructura es una disposición única de galerías que ascienden en espiral alrededor de una escalera central y se abren a terrazas en la azotea. La arquitectura del Centro ganó elogios de la crítica en su inauguración y Barnes recibió el premio del Instituto Americano de Arquitectos por su trabajo.
En 2005, el edificio original de Barnes se sometió a una expansión de 67 millones de dólares diseñada por los arquitectos suizos Jacques Herzog y Pierre de Meuron. La adición se construyó en un concepto de "plaza de la ciudad" destinado a abrir el edificio en forma de caja de Barnes a través de espacios de reunión accesibles. Su elemento central es una torre geométrica abstracta hecha de paneles de malla de aluminio, construida para Herzog & de Meuron por la firma de Minnesota Spantek, y ventanas de vidrio que albergan los espacios de teatro, restaurante y tienda. Los pasillos con ventanas que contienen galerías ampliadas y espacios de atrio conectan la torre con la estructura original.
En el verano de 2015, Walker anunció un plan para unificar el Centro de Arte Walker y el Minneapolis Sculpture Garden circundante. Las características clave de la renovación incluyen un nuevo pabellón de entrada para el Walker, un nuevo espacio verde en la ladera, el Upper Garden y la reconstrucción del Minneapolis Sculpture Garden de 26 años, en asociación con el Minneapolis Park and Recreation Board. El proyecto también implementa tecnología de techo verde, sistemas de recuperación de agua de lluvia en el jardín y la adición de cientos de árboles nuevos en todo el campus. La renovación de Walker se completó en noviembre de 2016, y el jardín volvió a abrir al público en la primavera de 2017.

## Historia

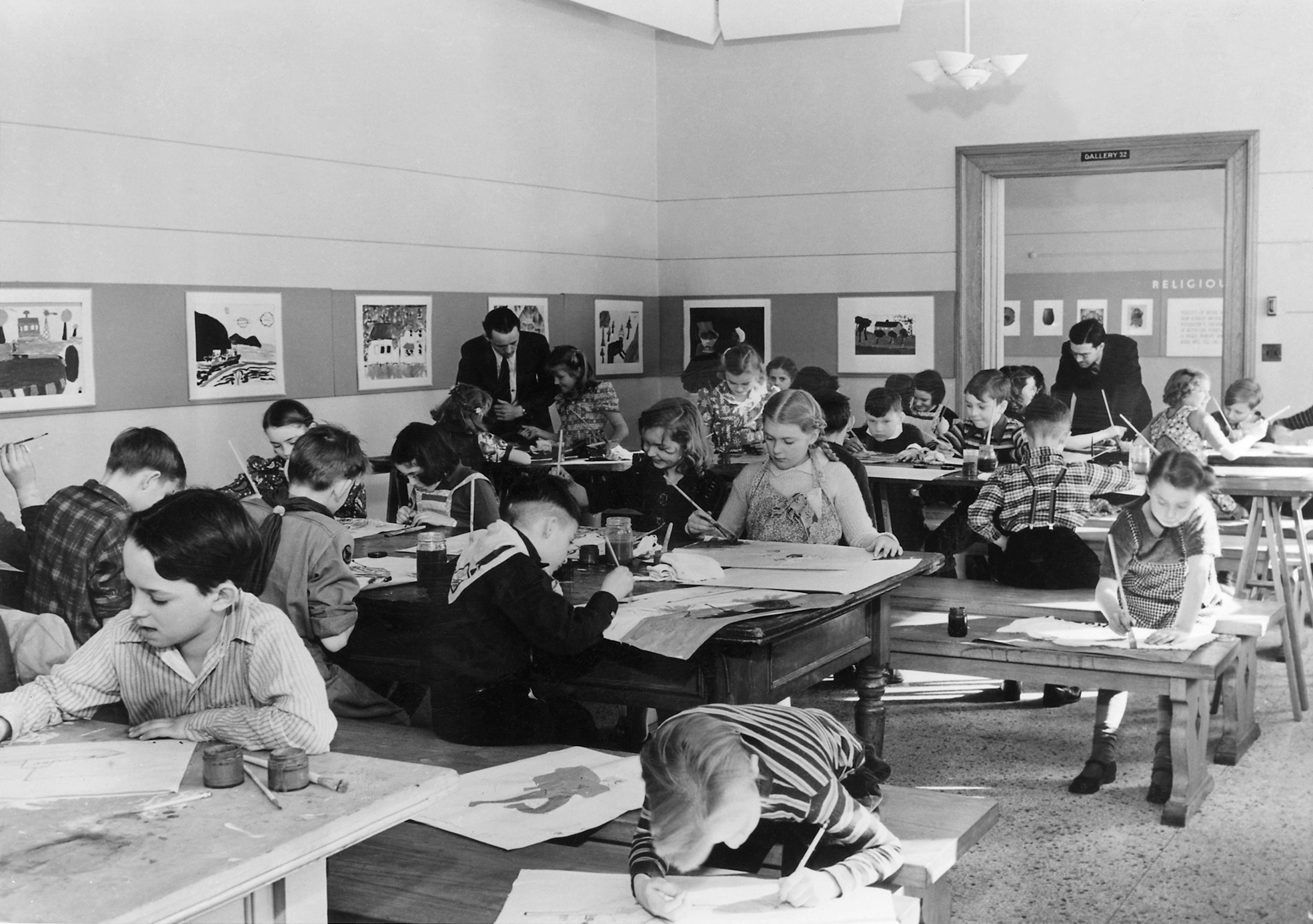
Clase Federal Art Project en el Walker Art Center (1941)

El Centro de Arte Walker comenzó con el empresario de Minneapolis Thomas Barlow Walker, quien tenía una de las colecciones de arte privadas más grandes de la región. En 1879, dedicó parte de su casa a exhibir el arte al público de forma gratuita. En 1916, Walker compró el terreno que ahora se conoce como Lowry Hill para construir un museo para su creciente colección. Su museo, las Walker Art Galleries, se inauguró el 21 de mayo de 1927.
En 1939, al Minnesota Arts Council se le otorgó el control del edificio en Lowry Hill, junto con su colección de arte, para crear un centro de arte cívico. Con la ayuda de Works Progress Administration, se realizaron mejoras en el edificio y el Centro de Arte Walker abrió en enero de 1940. Daniel Defenbacher, quien dirigió el programa Community Art Center del Proyecto de Arte Federal dejó la WPA para convertirse en el primer director del Centro de Arte Walker. Alrededor de este tiempo, el Walker comenzó oficialmente su enfoque en obras de arte modernas y contemporáneas.
El edificio actual de Walker diseñado por Edward Larrabee Barnes fue inaugurado en 1971 y ampliado en 1984. Minneapolis Parks and Recreation se asoció con el Centro para establecer el Minneapolis Sculpture Garden en el campus de Walker en 1988.
Inaugurado en abril de 2005, la ampliación del edificio más reciente casi duplicó el tamaño del Centro de Arte Walker. La expansión, diseñada por Herzog & de Meuron, incluyó un espacio de galería adicional, un teatro, restaurante, tienda y espacio para eventos especiales.
En junio de 2017, la apertura del jardín de arte de la galería se retrasó debido a las protestas por la escultura Scaffold de Sam Durant.